# いつか晴れた日に
『いつか晴れた日に』（いつかはれたひに、原題: Sense and Sensibility）は、1995年製作のアメリカ・イギリス合作映画である。アン・リー監督。ジェイン・オースティン の『分別と多感』が原作であり、原題は原作と同じ。
主演のエマ・トンプソンが脚本を担当しており、第68回アカデミー賞にて脚色賞を受賞した。

## あらすじ
貴族のダッシュウッド氏が亡くなった後、ダッシュウッド夫人と3人の娘、エリノア、マリアンヌ、マーガレットは、年500ポンドの遺産しか残されなかったことに愕然とする。ダッシュウッド氏は妻と娘たちの身を案じ、死ぬ間際に彼女たちを頼むと先妻との間の息子ジョンに頼んでいたにもかかわらず、ジョンの妻ファニーがそれを阻止してしまったのだった。ジョンとファニーは母娘が住んでいたノーランド・パーク邸に乗り込み、彼女たちを邪険に扱うようになる。エリノアは、屋敷を訪れたファニーの弟エドワードと互いに好感を抱く。
ダッシュウッド母娘はミドルトン卿の厚意でバートン・コテージへ移り住む。マリアンヌは年の離れたブランドン大佐から愛情を寄せられるが、彼女は精悍な青年貴族ウィロビーと恋仲になってしまう。しかし、ウィロビーは理由も告げずにロンドンへ去り、マリアンヌは悲しみに沈む。一方、エリノアはエドワードの秘密の婚約者ルーシーの存在に大きな衝撃を受ける。ジェニングス夫人の招待で、失意のエリノアとマリアンヌ姉妹、そしてルーシーはロンドンを訪れるが、そこでは思いがけない事態が待っているのだった。

## キャスト
※括弧内は日本語吹替

### ダッシュウッド一族
ダッシュウッド氏 - トム・ウィルキンソン（筈見純）
貴族のダッシュウッド家の家長。病の床に伏して、物語の冒頭で年500ポンドの遺産しか残されぬことや家族のことを頼むと言い残して、亡くなる。
ダッシュウッド夫人 - ジェマ・ジョーンズ（谷育子）
最愛の夫を亡くした未亡人。
エリノア・ダッシュウッド - エマ・トンプソン（土井美加）
ダッシュウッド家のしっかり者長女。エドワード・フェラースと恋仲になるが...。
マリアンヌ・ダッシュウッド - ケイト・ウィンスレット（日野由利加）
ダッシュウッド家の音楽が好きな次女。
家族らの前でお得意のピアノと歌をやっている所を馬で家に現れたブランドン大佐に一目ぼれされるもジョン・ウィロビーと恋仲になり、彼に会うために姉とともに社交界に出向くが、別の女性と結婚していることを知り、失恋のあまり悲しみ、大雨の中で家を飛び出して、高熱を出して寝込む。
マーガレット・ダッシュウッド - エミリー・フランソワ（藤枝成子）
ダッシュウッド家の甘えん坊な三女。
ジョン・ダッシュウッド - ジェームズ・フリート（金尾哲夫）
ダッシュウッド家の長男。
ダッシュウッド三姉妹とは異母兄弟に当たる人物で妻のファニーとともに母娘が住んでいたノーランド・パーク邸に乗り込み、彼女たちを邪慳に扱うようになる。
実父が息を引き取るのを見とる。
ファニー・ダッシュウッド - ハリエット・ウォルター（駒塚由衣）
ジョンの妻でダッシュウッド一族とは親戚筋にあたる人物。
旧性はファニー・フェラース
実弟はエドワード・フェラース

### エレノアとマリアンヌとの恋愛関係
エドワード・フェラース - ヒュー・グラント（宮本充）
ブランドン大佐 - アラン・リックマン（堀勝之祐）
英国軍の大佐で若い時に好きな女性と交際していたが、親にばれてしまい、無理やり軍に入隊させられ、インドに従軍する。
マリアンヌに好意を寄せていたが、自分とは一回り年が離れていたこともあり、彼女がジョン・ウィロビーと恋仲にあると知ると身を引くが...。
マリアンヌが家にいない事を知り、彼女を探してずぶ濡れになりがら、家族のもとに連れて帰る。
ジョン・ウィロビー - グレッグ・ワイズ（大塚芳忠）
マリアンヌと草原で知り合い交際するが、借金返済のため、彼女捨てて理由も告げずにロンドンへ去り、別の女性と結婚する。

### ダッシュウッド一族の関係者
ジョン・ミドルトン卿 - ロバート・ハーディ（小山武宏）
ダッシュウッド母娘を緑豊かな田舎のバートン・コテージへ移住させ、亡妻の母親ジェニングス夫人と共に、物心両面で一家の世話する男性。
ジェニングス夫人 - エリザベス・スプリッグス（京田尚子）
ジョン・ミドルトン卿の義母でおしゃべり好きな白髪女性。
ルーシー・スティール - イモジェン・スタッブス（井上喜久子）
エドワード・フェラースの秘密の婚約者。
シャーロット・パーマー - イメルダ・スタウントン（小宮和枝）
パーマー氏 - ヒュー・ローリー（福田信昭）
ロバート・フェラース - リチャード・ラムズデン（坂東尚樹）

## 評価
レビュー・アグリゲーターのRotten Tomatoesでは67件のレビューで支持率は97%、平均点は8.10/10となった。
Metacriticでは21件のレビューを基に加重平均値が84/100となった。

## 受賞
| 映画祭・賞         | 部門           | 候補                   | 結果       |
| ------------------ | -------------- | ---------------------- | ---------- |
| アカデミー賞       | 作品賞         | リンゼイ・ドーラン     | ノミネート |
| アカデミー賞       | 主演女優賞     | エマ・トンプソン       | ノミネート |
| アカデミー賞       | 助演女優賞     | ケイト・ウィンスレット | ノミネート |
| アカデミー賞       | 脚色賞         | エマ・トンプソン       | 受賞       |
| アカデミー賞       | 撮影賞         | マイケル・コールター   | ノミネート |
| アカデミー賞       | 作曲賞         | パトリック・ドイル     | ノミネート |
| アカデミー賞       | 衣裳デザイン賞 | ジュリー・ウェイス     | ノミネート |
| ベルリン国際映画祭 | 金熊賞         | アン・リー             | 受賞       |